# Luzia

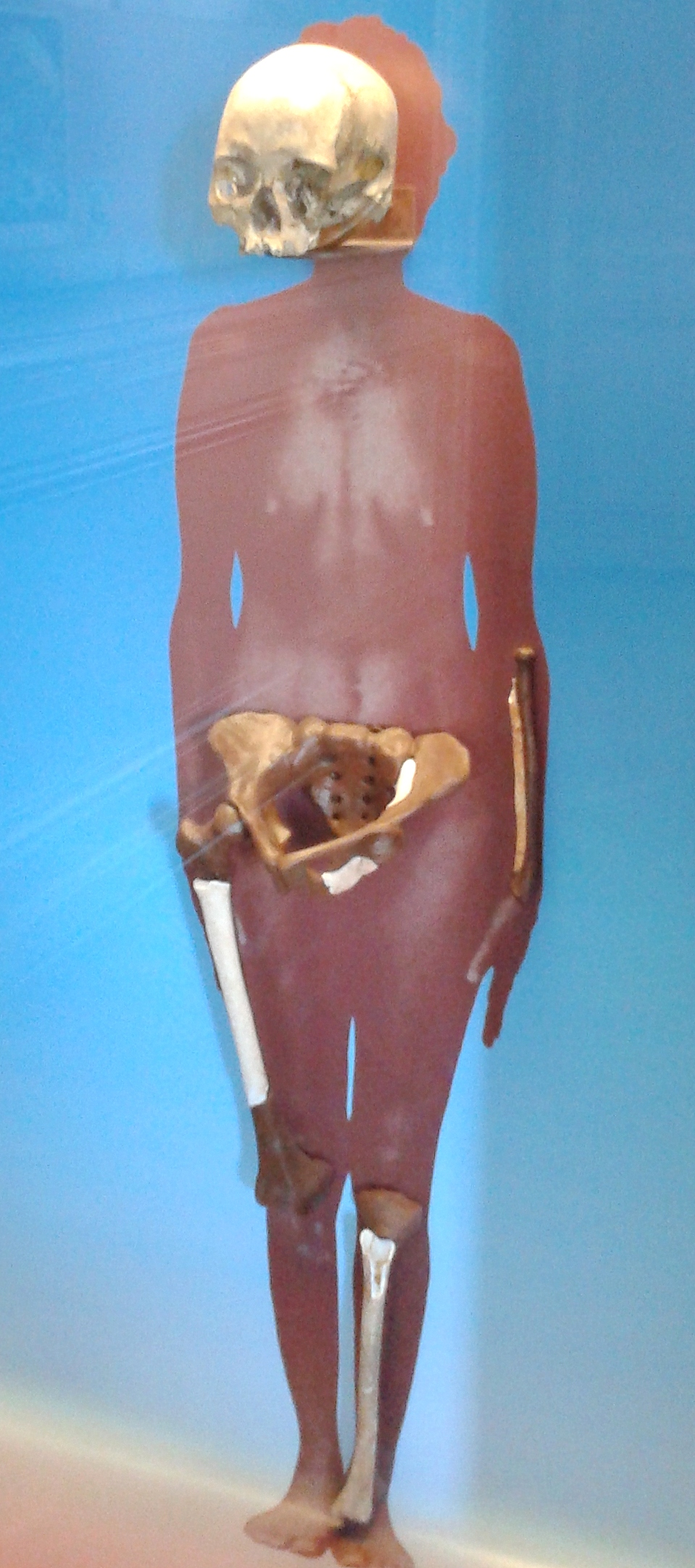
Esqueleto de Luzia. Se exhibía en el Museo Nacional de Brasil, en Río de Janeiro, antes del incendio de 2018.

Luzia es el nombre dado a un esqueleto (catalogado como Lapa Vermelha IV, homínido 1, o simplemente Lapa Vermelha IV) de una mujer joven de Homo sapiens encontrado en una cueva denominada Lapa Vermelha, en la región de Lagoa Santa, estado de Minas Gerais, Brasil. La datación por radiocarbono del carbón vegetal asociado con los huesos permite fecharlos en, al menos, 11 400 años.

## Historia
El hallazgo fue hecho en 1975 por una misión arqueológica franco-brasileña dirigida por Annette Laming-Emperaire, que la bautizó así en honor al célebre descubrimiento, un año antes, de Lucy.
El fósil resultó dañado durante el incendio del 2 de septiembre de 2018 que devastó el Museo Nacional de Brasil en Río de Janeiro, donde se exhibía de forma permanente.Al año siguiente se hallaron los restos del cráneo y parte del fémur entre los escombros del museo.

## Descripción
La mujer medía, aproximadamente, 1,50 m de estatura, tenía entre 20 y 25 años en el momento de morir y era integrante de un grupo de cazadores-recolectores que subsistía principalmente de frutos y bayas y la carne de caza. Parece que la muerte de Luzia fue ocasionada por un accidente o por el ataque de algún animal.

### Hallazgos
Los restos no se encontraron articulados; el cráneo, por ejemplo, permanecía enterrado a más de 12 metros de profundidad, estaba separado del resto del esqueleto, más superficial, pero en condiciones sorprendentemente buenas. No se encontraron otros restos humanos en el sitio, pero cerca de él sí fueron halladas herramientas de piedra.

### Morfología craneana
El cráneo dolicocéfalo, estrecho, ovalado y con barbilla pronunciada, se asemeja más al tipo australoide que al mongoloide o al de los actuales amerindios.Esta morfología craneofacial mostró, al igual que otras de los cráneos paleoindios, que los primeros pobladores de América se diferenciaban de los amerindios y de los asiáticos del este contemporáneos,pues presentaban rasgos australoides unos y rasgos caucasoides otros.

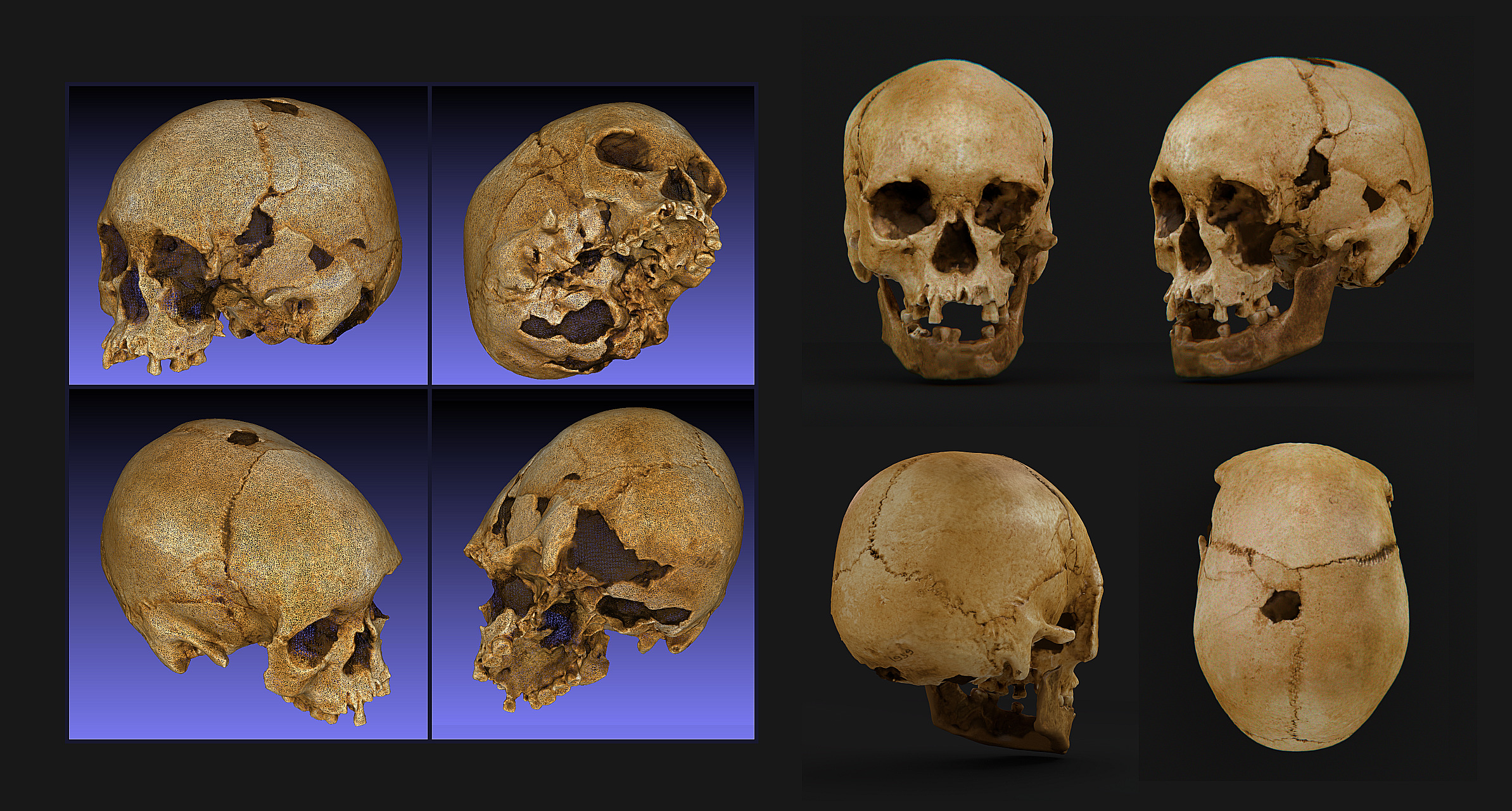
Fotogrametría de todos los lados del cráneo de Luzia

Los análisis de ADN mitocondrial realizados hasta ahora en huesos humanos en otros restos paleoindios, pero no en los restos de Luzia, han probado sin embargo el origen asiático de los mismos, a pesar de la morfología de los cráneos. Por ejemplo, los restos de Arroyo Seco 2 (Argentina) y la mujer del Peñón (México),presentaron haplogrupos amerindios fundadores, C, B y A, todos procedentes de Asia, lo cual sugiere que los patrones craneofaciales diferentes (como los que presenta Luzia) podrían ser vistos como extremos de una variación morfológica continua de poblaciones provenientes de Asia nororiental y no como expresión de migraciones australianas, melanesias, africanas o europeas. Las hipótesis aún en estudio son diversas.

### Análisis de ADN
En noviembre de 2018, científicos de la Universidad de São Paulo y la Universidad de Harvard publicaron un estudio en la revista Cell que contradice el supuesto origen australiano-melanesio de Luzia. Los resultados mostraron que Luzia era completamente amerindia, genéticamente hablando.Utilizando la secuenciación de ADN, los resultados mostraron que los restos de Lagoa Santa, de un sitio cerca de los restos de Luzia, llevan ADN nativo americano. Dos de los individuos de Lagoa Santa llevan el mismo haplogrupo de ADNmt (D4h3a) también portados por Anzick-1, unos restos de más de 12 000 años que se encontraron en Montana. Otras personas de Lagoa Santa son del haplogrupo de ADNmt A2, B2, C1d1 y tres de los individuos de Lagoa Santa tienen el mismo haplogrupo de cromosomas Y Q1b1a1a1- M848 que se encuentra en el genoma de la momia de 10 600 años de Spirit Cave.
André Strauss, del Instituto Max Planck, uno de los autores del artículo de Journal Science, comentó: «Sin embargo, la forma del cráneo no es un marcador confiable de ancestralidad u origen geográfico. La genética es la mejor base para este tipo de inferencia». Los resultados genéticos del nuevo estudio muestran categóricamente que no hubo una conexión significativa entre la gente de Lagoa Santa y los grupos de Australasia. Entonces, la hipótesis que Luzia y su gente derivaron de una ola migratoria anterior a los antepasados de los amerindios de hoy en día, han sido desaprobados. Por el contrario, el ADN muestra que la gente de Luzia era completamente amerindia. El estudio más grande y completo realizado sobre la base del ADN fósil extraído de restos humanos antiguos encontrados en el continente americano ha confirmado la existencia de una única población ancestral para todos los grupos amerindios, pasados y presentes.